# Mezguita
Mezguita (franska: Mezguita (CR), Mezguita (Commune Rurale), arabiska: أيت ولال) är en kommun i Marocko.   Den ligger i provinsen Zagora och regionen Drâa-Tafilalet, i den centrala delen av landet, 400 km söder om huvudstaden Rabat. Antalet invånare är 8 234.